# Hiremanakatti (Manakatti), Shiggaon
Hiremanakatti (Manakatti) là một làng thuộc tehsil Shiggaon, huyện Haveri, bang Karnataka, Ấn Độ.